# Juturna

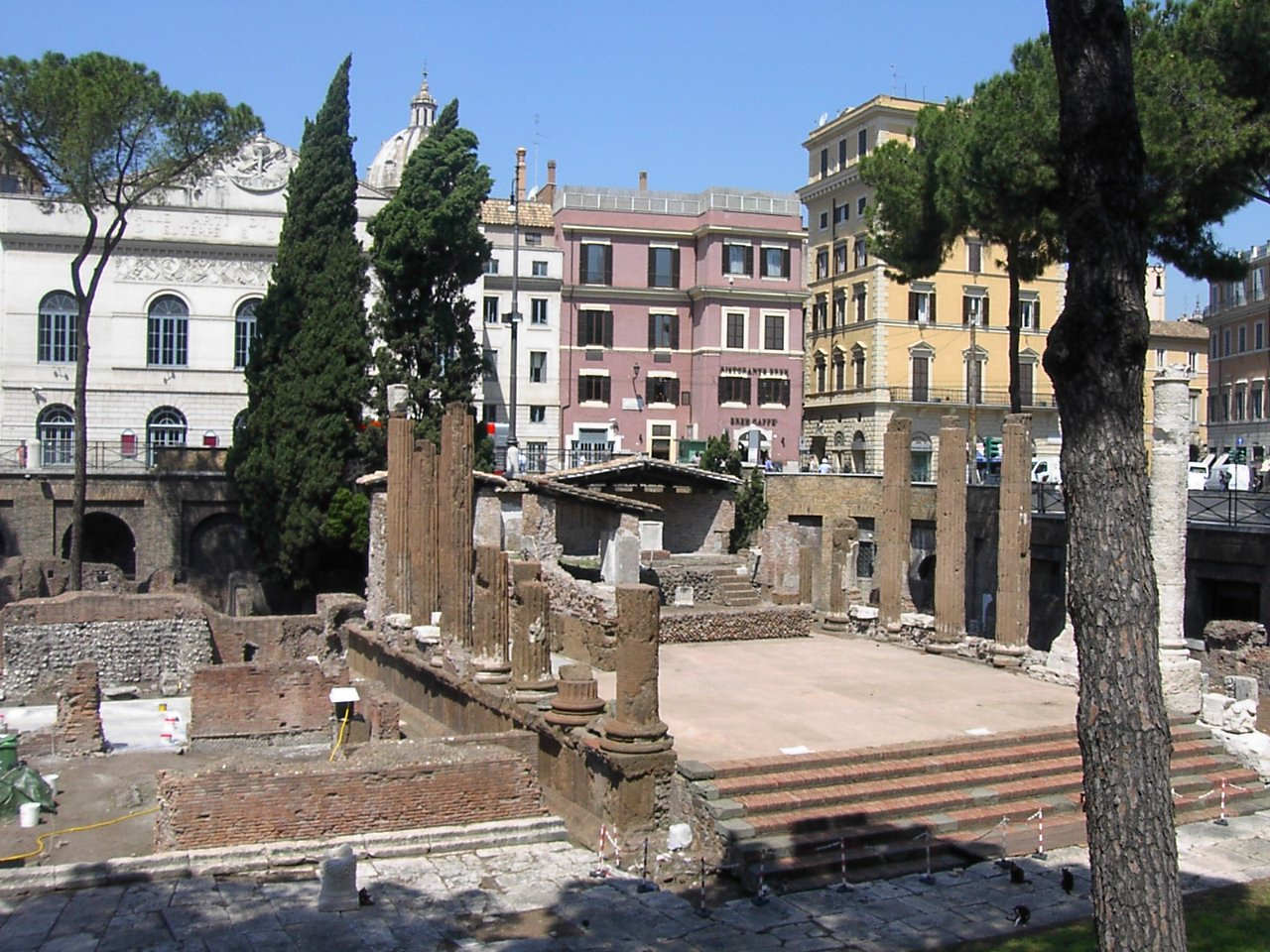
Ruiny świątyni Juturny w Rzymie

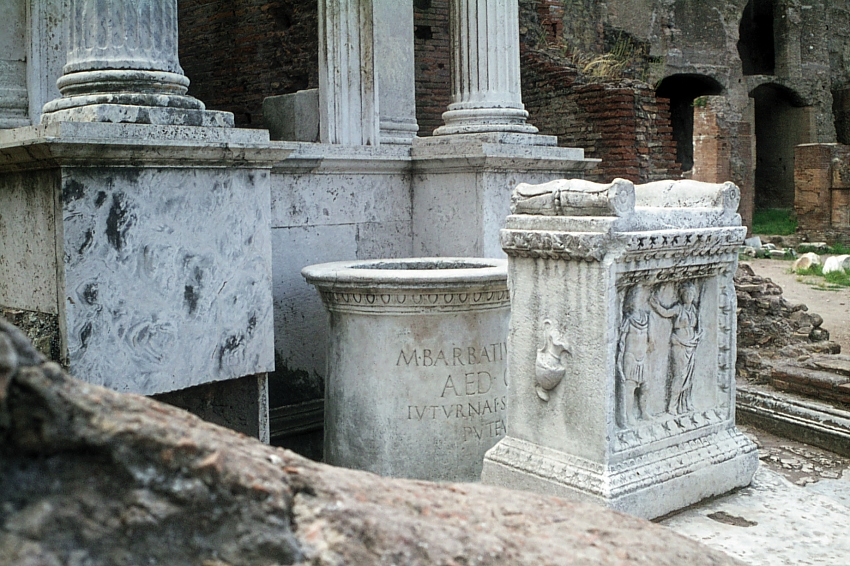
Źródło Juturny u podnóża Palatynu

Juturna (łac. Iuturna) – w mitologii rzymskiej bogini źródeł i opiekunka wszystkich wód w Lacjum.
Początkowo była nimfą źródlaną (najadą) o imieniu Diuturna, której oddawano cześć nad rzeką Numicius (Numicus) koło Lawinium. Uważana za córkę rzecznego boga Volturnusa. W eposie Wergiliusza (tam jako córka Daunusa) była siostrą Turnusa, króla Rutulów, którego popierała w walce z Eneaszem (Eneida XII, 138nn.). Zakochany w niej Jowisz obdarzył ją nieśmiertelnością i władzą nad źródłami, mimo że długo unikała jego zalotów, przemyślnie ukrywając się przed nim. Ostatecznie bóg miał ją schwytać odwołując się do pomocy wszystkich nimf Lacjum.
Wśród mitologicznych bóstw Rzymian uważana była za małżonkę Janusa i matkę Fonsa. Pod jej opieką znajdowały się źródła, fontanny, studnie i wszelkie miejsca dostarczające wodę z głębin.
Kult jej przeniesiono do Rzymu, gdy zyskał w Italii dominację wraz z utratą znaczenia Związku Latyńskiego. Niedaleko świątyni Westy znajdowało się na Forum Romanum jej święte źródło (właściwie zbiornik), znane jako lacus Iuturnae, skąd czerpano wodę na potrzeby rytualne i lecznicze. Według Owidiusza (Fasti I, 706) Kastor i Polluks poili tam swe konie po mitycznym zwycięstwie nad jeziorem Regillus.
W III wieku p.n.e. uznawanej za bóstwo uzdrawiające Juturnie konsul Lutatius Catulus miał wznieść świątynię na Polu Marsowym, w IX dzielnicy (regio) Rzymu, gdzie składano ofiary i odbywano modły, zwłaszcza w okresach suszy. Owidiusz podaje (Fasti I, 463n.), że w święto powstania tego przybytku 11 stycznia obchodzono też doroczne święto bogini – Juturnalia,  jako dzień świąteczny pracowników wodociągów, akweduktów i zdrojów (fontani) oraz straży pożarnej (vigili).